# هيروكي مايدا
هيروكي مايدا (باليابانية: 前田 央樹) (9 أبريل 1994 في فوكوكا في اليابان – )؛ هو لاعب كرة قدم سابق كان يلعب كمهاجم.

## وصلات خارجية
- هيروكي مايدا على موقع رابطة كرة القدم اليابانية للمحترفين (اليابانية)
- هيروكي مايدا على موقع Soccerway.com (الإنجليزية)
- هيروكي مايدا على موقع عالم كرة القدم.نت (الإنجليزية)